# Селча
Се́лча (болг. Селча) — село в Смолянській області Болгарії. Входить до складу общини Девин.

## Населення
За даними перепису населення 2011 року у селі проживали 662 особи.
Національний склад населення села:
| Національність   | Кількість осіб | Відсоток |
| ---------------- | -------------- | -------- |
| болгари          | 347            | 88,1%    |
| турки            | 10             | 2,5%     |
| не визначились   | 36             | 9,1%     |
| Всього відповіли | 394            |          |

Розподіл населення за віком у 2011 році:
Динаміка населення: